# Finnflo
Finnflo (även stavningen Finflo förekommer) är en småort och by i Hälsingtuna socken i Hudiksvalls kommun, Hälsingland. 
Finnflo är Tomas Brolins före detta hemort.